# 메가사와촌
메가사와촌(女鹿沢村)은 아오모리현 미나미쓰가루군에 설치되었던 촌이다. 현재의 아오모리시, 후지사키정에 해당한다.

## 연혁
- 1889년 4월 1일 - 정촌제 시행에 의해 미나미쓰가루군 오나자와촌, 시모도카와촌, 마스다테촌을 합병해 오가사와촌이 발족하였다.
- 1954년 12월 15일 - 미나미쓰가루군 나미오카정, 노자와촌, 오스기촌, 이사토촌과 합병해 나미오카정이 되었다.